# Pornografia queer
A pornografia queer (ou pornô queer ou pós-pornô) retrata artistas com diversas identidades de gênero e orientações sexuais interagindo e explorando gêneros de desejo e prazer de maneiras únicas. Estas interações transmitidas procuram desafiar distintamente os modos convencionais de retratar e experimentar conteúdo sexualmente explícito. A acadêmica Ingrid Ryberg também inclui dois objetivos principais da pornografia queer em sua definição como "interrogar e perturbar gênero e categorias sexuais e visando a excitação sexual".
A pornografia queer trabalha para ter representações autênticas no que diz respeito às orientações sexuais, identidades de gênero e desejos dos atores. Difere da pornografia heterossexual, gay ou lésbica, porque a pornografia queer utiliza atores de fora das categorias pornográficas tradicionais. A pornografia gay cai em uma situação semelhante à pornografia heterossexual, ao colocar ênfase nas imagens androcêntricas de prazer, como argumenta o estudioso Richard Dyer, e muitas vezes glorifica a homonormatividade, um tipo de corpo masculino e um comportamento. Para parecer inclusiva, a pornografia gay irá exotificar as diferenças. Os corpos dos artistas da pornografia queer são fundamentais para estabelecer uma diferença entre ela e outras categorias de pornografia. Por exemplo, um mesmo filme pode ter uma cena que mostra uma lésbica transgênero com uma mulher queer cisgênero identificada como femme, enquanto a próxima cena pode mostrar dois homens transgêneros identificados como queer.
Alguns produtores queer proeminentes incluem Shine Louise Houston, Chelsea Poe e April Flores, que tentam desafiar os métodos de filmagem na indústria pornográfica. Nesta indústria, o produtor e o diretor têm muito controle sobre como cada cena será apresentada, quem será exibido em cada set e criará um diferencial nos salários dos artistas com base em sua popularidade. A pornografia queer contraria estas práticas envolvendo ativamente os aatores nas criações de cenas, permitindo-lhes formar-se de forma mais orgânica como uma colaboração com um acesso de controlo mais horizontal, em vez de um sistema hierarquicamente vertical.
A pornografia queer celebra a ejaculação de forma semelhante, mas com algumas diferenças significativas em relação à pornografia convencional. Ao contrário da indústria convencional, o artista não recebe um bônus financeiro por fornecer tal “injeção de dinheiro”. Os diretores apenas incentivam os atores a ter um orgasmo se/quando os atores sentirem vontade. Como o money shot na pornografia convencional depende da visibilidade da câmera, ele se concentra em mostrar a ejaculação externa do pênis como o clímax final. Isso reflete a atenção de volta ao olhar centrado no homem e a um exemplo representativo de poder e prazer fálico. A pornografia queer tenta ampliar esse delineamento do clímax centrado no fálico e da produção pornográfica.

## Discursos sobre pornografia queer
A pornografia queer tem atraído a atenção acadêmica desde os anos 2000. Um desafio na pornografia queer é que alguma assim rotulada pode retratar cenários que poderiam fazer parte de qualquer filme pornográfico heterossexual convencional. Isto segue o conceito de “pornoscript” do acadêmico Niels van Doorn, erotizando aquilo diferente do heterossexual e focando na posição do sujeito masculino. Por exemplo, uma cena de Fluid da Real Queer Productions retrata um trio com elementos de submissão e dominação, penetração vaginal e anal violenta e ejaculação masculina externa. A adesão do filme às convenções pornográficas é previsível e serializada. No entanto, uma inspeção mais aprofundada da pornografia queer que se parece com pornografia heteronormativa revela-se como uma paródia dessa e particular da estratégia sistemática para expor a construção social de gênero na maior parte da pornografia convencional. Este processo cria uma versão estranha do modelo de “repetição subversiva” teorizado pela acadêmica Judith Butler. Chamar especial atenção para tal faceta através da imitação permite o seu produtivo ato de desconstrução. Assim, a pornografia queer pode desmontar a norma pornográfica, imitando-a.
Além disso, a pornografia queer revela claramente o processo imitativo de identificação de gênero ao introduzir a figura do homem transgênero. Em comparação com as mulheres trans retratadas em outros tipos de pornografia, os homens trans aparecem significativamente na pornografia feminista e queer.
Os filmes de pornografia queer tornam as sexualidades “desviantes” mais visíveis ao iniciarem simultaneamente um processo de sua normalização. Assim, para evitar a criação de um novo tipo de norma, a pornografia queer funciona constantemente à margem do sistema de gênero. Por exemplo, quando os vibradores apareceram na pornografia queer, deixando os espectadores adivinhando se estavam diante de um pênis real ou de um dildo, eles logo se tornaram uma visão comum. Embora estes dildos strap-ons oferecessem originalmente novas formas de pensar sobre o gênero e a sexualidade, a sua utilização onipresente corria o risco de perder o seu poder subversivo.
Como escreve a acadêmica Sarah Schaschek: “Se a pornografia heterossexual acentua categorias de identidade claramente definidas, como classe, idade, etnia, sexualidade ou gênero, os filmes queer tendem a revelar o alto grau de estilização por trás dessas identidades”.

## Artistas
- Buck Angel
- April Flores
- Erika Lust